# 甘井子駅
甘井子駅（かんせいしえき）は中華人民共和国遼寧省大連市甘井子区に位置する駅。1926年開業、瀋陽鉄路局大連鉄道分局の管轄する1等駅。瀋大線甘南支線の駅。当駅は貨物駅であり旅客列車の設定は無い。

## 利用可能な鉄道路線
- 中華人民共和国鉄道部（中国国鉄）
  - 瀋大線甘南支線

## 駅周辺
駅周辺には大連港甘井子地区の埠頭があり、また各種の工場が位置している。これらへの連絡線・引込み線が当駅から分岐している。また、甘井子市街地北方には石灰岩鉱山があり、これへの引込み線も当駅から分岐している。

## 歴史
- 1926年 開業。

## 隣の駅
中国国鉄
瀋大線甘南支線
南関嶺駅 - 甘井子駅